# LGBT práva na Maledivách
Homosexuální vztahy jsou na Maledivách trestné podle šaríi, tedy nikoli podle státních zákonů. Maledivy jsou jedním z 57 (nyní 54) signatářských států odmítavého postoje k Deklaraci OSN o ochraně jiných sexuálních orientací a genderových identit předložené ve Valném shromádění v r. 2008 a stále otevřené k podpisu. Země taktéž zaujímá negativní stanovisko k rozvoji LGBT práv v poslední době a rezoluci Rady pro lidská práva předloženou Jihoafrickou republikou za podpory mnoha vyspělých zemí, které ji v r. 2011 přijaly.
V dubnu 2013 došlo na Maledivách k útoků na otevřeně homosexuálního bloggera Hilatha Rasheeda, který podporuje sekularismus.

## Stejnopohlavní soužití
Maledivy neuznávají stejnopohlavní manželství, registrované partnerství a ani jinou formu stejnopohlavního soužití.
Sekce 410 trestního zákona účinná od července 2015 stejnopohlavní manželství zakazuje.

## Ochrana před diskriminací
Neexistuje žádná ochrana před homofobní nebo transfobní diskriminací.

## Souhrnný přehled
| Legální stejnopohlavní styk                                                             | (Trest: Hrozí trest smrti, aplikované pouze šaríou. Bičování, domácí vězení, deportace, nebo 6 let vězení. Místní úřady tyto zákony aktivně vymáhají.) |
| Stejný věk legální způsobilosti k pohlavnímu styku pro obě orientace                    | No |
| Anti-diskriminační zákony v zaměstnání                                                  | No |
| Anti-diskriminační zákony v přístupu ke zboží a službám                                 | No |
| Anti-diskriminační zákony v ostatních oblastech (homofobní urážky, zločiny z nenávisti) | No |
| Stejnopohlavní soužití                                                                  | No |
| Společná adopce dětí stejnopohlavními páry                                              | No |
| Gayové a lesby smějí otevřeně sloužit v armádě                                          | No |
| Možnost změny pohlaví                                                                   | No |
| Náhradní mateřství pro gay páry                                                         | No |
| Přístup k umělému oplodnění pro lesbické ženy                                           | No |
| MSM smějí darovat krev                                                                  | No |